# Nadine Sierra
Nadine Sierra (Fort Lauderdale, 14 maggio 1988) è un soprano statunitense.

## Biografia
Nata a Fort Lauderdale nel 1988, da madre portoghese e padre americano di origini portoricane e italiane, ha frequentato la Alexander W. Dreyfoos School of the Arts a West Palm Beach e si è specializzata presso il Mannes College of Music e alla Music Academy di Marilyn Horne West, divenendo la più giovane artista al Premio Fondazione Marilyn Horne.
Ha iniziato a cantare a 14 anni presso il Palm Beach Opera e ha fatto il debutto operistico due anni più tardi in Hänsel e Gretel di Engelbert Humperdinck. Quando aveva 15 anni ha cantato il brano O mio babbino caro di Gianni Schicchi nel programma della National Public Radio From the Top.
Ha debuttato in concerto ad Helsinki nel 2009.
Nel 2011 ha debuttato alla San Francisco Opera nei ruoli di Juliet/Maria nella prima assoluta di Heart of a Soldier di Christopher Theofanidis e nel 2013 al Teatro San Carlo di Napoli con Rigoletto. Ancora come Gilda nel  2015 ha esordito al Metropolitan Opera e nel gennaio 2016 alla Scala di Milano, in coppia con Leo Nucci
Ha cantato al Concerto di Capodanno 2016 con Stefano Secco, in mondovisione, dal Gran Teatro La Fenice, in Venezia.
Ha cantato al Concerto di Capodanno 2017 del Teatro Massimo di Palermo.
Ha cantato al Concerto di Capodanno 2019 del Teatro La Fenice di Venezia.
Sempre al Teatro La Fenice di Venezia ha interpretato il ruolo del titolo in Lucia di Lammermoor di Donizetti.
Ha beneficiato dell'Adler Fellowship dal 2011 al 2012.